# Henning Adolf Gyllenborg
Henning Adolf Gyllenborg, född 11 eller 12 juni 1713, död 26 eller 29 november 1775, var en svensk greve och statsman.

## Biografi
Gyllenborg var född på Lindsta i Uppland som son till majoren Anders Gyllenborg och Virginia Kristina Kruuse af Verchou. Efter studier i Uppsala, där han 1731 var den siste rector illustris, studerade Gyllenborg även i Lund, och företog utrikes studier, varefter han vid hemkomsten 1734 utnämndes till kammarherre. Sporrad av farbröderna (Olof, Carl, Johan och Fredrik) satsade han på en politisk karriär, och fick vid 1738–1739 års riksdag inträde i sekreta utskottet, där han hade säte även vid 1740–1741 års riksdag. Vid riksdagen 1738–1739 höll Gyllenborg ett tal om tryckfrihet på Riddarhuset.
För sin talekonst fick han av hattpartiet en "befordran i allmänhet" som gav honom majors traktamente under det åtföljande kriget, utan att ha någon militär befattning. Han sändes 1742 av Charles Emil Lewenhaupt att befordra fredsunderhandlingarna med ryska hovet, men då han av franske ministern, marskalk Jacques-Joachim Trotti de La Chétardie, inte fick det stöd han väntat, reste han i stället till Carl Gustaf Tessin i Paris för att besvära sig.
Gyllenborgs diplomatiska uppträdande vid riksdagen 1742–1743 sägs vara en av orsaken till att efterräkningarna gentemot hattpartiets företrädare inte blev värre än de blev. Han sägs dock inte vågat gå utanför sitt hus på flera veckor, av rädsla att bli mördad den följande tiden. År 1743 sändes han till hertiginnan av Holstein som då bodde i Hamburg att meddela att hennes son valts till svensk tronarvinge, varefter han begav sig till Berlin för att biträda Tessin i avslutandet av giftermålskontraktet mellan Adolf Fredrik och Lovisa Ulrika.
Utnämnd till tjänstgörande kammarherre hos prinsessan Lovisa Ulrika erhöll han vid återkomsten till Sverige titeln överintendent. Vid 1746–1747 års riksdag satt åter Gyllenborg på sin position i sekreta utskottet. Vid 1751–1752 års riksdag i striderna mellan kung och råd satt Gyllenborg som lantmarskalk, och utövade sitt inflytande till rådets stöd, men måste på grund av sjukdom ofta lämna klubban till Erik Brahe. Åren 1755–1756 insattes han åter i sekreta utskottet och arbetade nitiskt att stoppa hovets planer på ökad kungamakt, och lade sin hand vid den riksakt som 1756 skrevs efter kungaparets misslyckade revolution. Han upphöjdes samma år till riksråd och röstade 1757 för krigsförklaringen mot Preussen. År 1759 utnämndes han till riddare av Serafimerorden. År 1761 begärde Gyllenborg avsked och försvann därmed från den politiska scenen. Han var sedan 1752 ledamot av Vetenskapsakademien.